# 中华人民共和国国史学会
中华人民共和国国史学会（Association of National History of the People's Republic of China, HPRC），简称国史学会，成立于1992年12月，主办单位为当代中国研究所，由中国社会科学院主管。

## 简介
学会的宗旨是团结从事国史研究的专家、学者和热心国史工作的人士，共同推进国史研究、宣传和教育事业。学会第一届理事会名誉会长是王震，会长是邓力群。第二届理事会名誉会长是邓力群、会长是袁木。第三届、第四届理事会会长是陈奎元，常务副会长是朱佳木。第五届、第六届理事会会长是朱佳木。

## 机构设置
国史学会内设办公室和学术委员会、宣传教育中心、“陈云与当代中国”研究中心。
学会下设一个直属机构：当代中国电视艺术制作中心，以及7个分支机构：高等院校教学与研究专业委员会、“两弹一星”历史研究分会、农垦史研究分会、“三线”建设研究分会、当代科技史研究分会、“两弹一星”历史研究专项基金管理委员会、中国当代史研究专项基金管理委员会。
学会另外办有两个互联网网站：国史学会网、陈云研究网，两个微信公众号：国史研究和唯实网，以及一个内部交流刊物：《国史参阅》。
1994年至2004年曾主办《当代思潮》，后停刊。

## 评价
习近平致国史学会成立30周年的贺信中说，国史学会成立30年来，为推动新中国史研究、宣传和教育事业发展作出了积极贡献。